# 불요불급선
불요불급선(不要不急線)은 일본 제국이 중일전쟁에서 태평양전쟁으로 가는 도중인 1941년(쇼와 16년) 8월 30일 이후에 정부의 명령에 의해 선로가 철거된 철도 노선을 말한다. 그 목적은 칙령 제970호(개정 육운통제령)에 의한 중요 노선으로의 자재 전용, 혹은 칙령 제835호(금속류 회수령)에 의한 무기 생산에 필요한 금속 공출이었다. 
서류상으로는 보통 영업 정지로 처리되었다. 실질적으로 「폐지」로, 재개되지 않았던 노선은 그 후 정식으로 폐지되었다. 사유 철도의 경우는 전후 부활을 이룬 예가 강삭철도를 제외하면 거의 없지만, 국유 철도의 많은 노선은 전후 선로를 복구해, 영업을 재개했다. 그러나 부활을 이룬 것이라도 후의 「적자 83선」이나 「특정 지방 교통선」등의 대처중에서, 다시 폐지된 노선도 적지 않다.
일본 본토뿐 아니라 한국, 타이완에서도 불필요하다고 판단된 철도 이때 철거된 사례도 존재한다.

## 유형
이하의 기준으로 불요불급선으로 선정된 철도 노선은 요컨대 군사 수송상 중요도가 낮은 노선이다. 또 휴지에 이르지는 않았지만, 복선 중 1선이 철거되어 단선화된 것도 같은 취지이다.
```
1. 수송량이 작고, 철거되어도 군사 수송상 영향이 적은 노선
2. 관광수송 등이 주력인 노선으로 군사상 중요도가 낮은 노선
3. 근접 병행 노선이 있어 대체 수송이 가능한 노선
4. 과잉설비가 된 복선의 1선 철거에 의한 단선화
```

## 불요불급선의 예
<범례>
```
1.○는 전후 부활해 현존하는 구간
2.×는 휴지 후 부활하지 않은 구간
3.▲는 전후 부활했지만 그 후 중단·폐지된 구간
4.□는 단선화된 구간
5.■는 단선화된 후 휴지·폐지된 구간
```

사업자명·노선명 등은 휴지 당시의 것이다.

### 국유철도
- × 아리마선 미타 - 아리마 (12.2 km) : 1943년 7월 1일 휴업(유형 2·3)
- ▲ 무기선 (화물지선) 하노우라 - 후루쇼 (1.2km) : 1943년 7월 1일 휴지(유형 1)
- × 다가와선 (화물지선) 니시소에다-쇼 (1.0 km) : 1943년 7월 1일 휴지(유형 1)
- ▲ 가와마타선 마쓰카와 - 이와시로 가와마타 (12.2km) : 1943년 9월 1일 휴지(유형 1)
- ▲ 미야하라선 에라-호센지 (7.3km) : 1943년 9월 1일 휴지(유형 1)
- ○ 시가라키선 귀생강 - 시가라키 (14.8km) : 1943년 10월 1일 휴지(유형 1)
- ▲ 대장간원선 판서-대장간원 (6.9km) : 1943년 11월 1일 휴지(유형 1)
- × 부내선 누마노바타 - 도요키 (24.1km) : 1943년 11월 1일 휴지(유형 3)
- ▲ 우오누마선 라이영사 - 니시코치야 (13.1km) : 1944년 10월 16일 휴지(유형 3)
- ▲ 야히코선 히가시산조 - 에치고 나가사와 (7.9 km) : 1944년 10월 16일 휴지(유형 1)
- ▲ 오키하마키타선 하마톤베츠 - 키타미 에사유키 (30.4km) : 1944년 11월 1일 휴무(유형 1)
- ▲ 흥빈남선 흥부-웅무 (19.9km) : 1944년 11월 1일 휴무(유형 1)
- ▲ 쓰마선 아내-스기야스 (5.8km) : 1944년 11월 15일 휴지(유형 1)
- × 시라타나선 시라카와 - 이와키 타나쿠라 (23.3km) : 1944년 12월 11일 휴지(유형 1)
- ○ 구루리선 구루리 - 가즈사가메야마 (9.6 km) : 1944년 12월 16일 휴무(유형 1)

### 민영철도(일반선)
- × 에베츠 쵸에이 궤도 에베쓰 - 에베쓰바시 부근 (0.1km) : 1945년 3월 1일 폐지(유형 1)
- × 젠코지 하쿠바전철 미나미나가노 - 밑단 하나구치 (7.4km) : 1944년 1월 11일 휴무(유형 2)
- ○ 도부 철도 에치오 선 사카토쵸 - 에치오 (10.3km) : 1944년 12월 10일 휴지(유형 1)
- × 나리타 철도 궤도선 나리타야마몬젠-소고(5.3km) , 신선역 앞 - 본사 앞 (0.1km) : 1944년 12월 11일 폐지(유형 2)
- × 나리타 철도 다코선 나리타 - 요카이치바 (30.2km) : 1944년 1월 11일 휴무(유형 1)
- ○ 세이부 세이부엔선 동촌산 - 사야마 공원 (2.8km) : 1944년 5월 10일 휴지(유형 2)
- ○ 무사시노 철도 야마구치선 니시토코로자와 - 무라야마 (4.8km) : 1944년 2월 28일 휴무(유형 2)
- × 게이후쿠 전기 철도 삼국 아시하라선 전차삼국-동심방구(1.6km) : 1944년 1월 8일 휴무(유형 2)
- × 시즈오카 철도 아키바선 가수구-가수 (1.1km) : 1945년 1월 31일 중단(유형 2)
- × 나고야 철도 渥미센 미카와다하라 - 쿠로카와하라 (2.8km) : 1944년 6월 5일 휴지(유형 1)
- ■ 나고야 철도 고사카이 지선 이나 - 고사카이 (1.2km) : 1944년 6월 단선화 (유형 4)
- × 나고야 철도 기요스 선 마루노우치 - 기요스마치 (1.0km) : 1944년 6월 10일 휴지(유형 1)
- ■ 나고야 철도 이치노미야 선 이와쿠라 - 동일궁 (7.1km) : 전시 중 단선화 (유형 4)
- ▲ 나고야 철도 가가미시마선 모리야 - 가미시마 (2.4km) : 1944년 12월 11일 휴지(유형 1)
- × 안노철도 신마치 - 무쿠모토 (12.8km) : 1944년 1월 11일 휴무(유형1)
- × 구와나덴키쿠와나에키마에 - 혼마치 (1.0km) : 1944년 1월 10일 휴무(유형1)
- × 간사이 급행 철도 이세선 신마쓰자카 - 오진구마에(18.8km) : 1942년 8월 11일 폐지(유형 3)
- × 신도 교통 아사쿠마선 구스베 - 히라이와 (4.3km) : 1944년 1월 11일 휴무(유형 2)
- ▲ 긴키 닛폰 철도 이가 선 이가코베 - 니시나바리 (9.7km) : 1945년 6월 1일 휴지(유형 3)
- × 아타고산철도 아라시야마 - 키요타키 (3.3km) : 1944년 2월 11일 폐지(유형 2)
- × 야마토철도 다원본 - 사쿠라이 (7.5km) : 1944년 1월 11일 휴지(유형 3)
- × 시기산 급행 전철 야마가미 선 고안산 - 신기산문 (2.1km) : 1944년 2월 11일 휴무(유형 2)
- × 한신 전기 철도 고시엔 선 하마코시엔 - 나카츠하마 (0.8km) : 1945년 1월 6일 휴무
- ▲ 벳푸 경편 철도 노구치선 노구치-벳푸항 (3.7km) : 1945년 1월 11일 휴무
- × 출석철도 마루야마가와 - 출석 (10.3km) : 1944년 5월 1일 휴지(유형 1)
- × 아리타 철도 해안 - 후지나미 (3.3km) : 1944년도 휴지 (유형 3)
- × 백양전철 아가 - 모리 (5.3km) : 1944년도 휴지 (유형 1)
- × 이와이마치에이 궤도 이와미 - 이와이온천 (3.4km) : 1944년 1월 11일 휴무
- × 이치하타 전기 철도 기타마쓰에 선 고사카이탄 - 이치바타 야쿠시 (3.3km) : 1944년 12월 10일 휴무(유형 2)
- × 후나키철도 만창 - 요시베 (8.0km) : 1944년 3월 1일 휴지(유형 1)
- × 코토히라 급행 전철 사카데 - 코토큐 코토히라 (15.7km) : 1944년 1월 휴지(유형 3)
- × 코토히라 전철 시오에 선 불생산 - 염강 (16.1km) : 1941년 5월 10일 폐지(유형 2)
- ○ 다카마쓰코토히라 전기 철도 시도선 팔구리 - 금전시도 (3.2km) : 1945년 1월 26일 중단(유형 3)

## 다른나라의 예

### 한국
- × 안성선 안성역 - 장호원역 (41.8 km) : 1944년 11월 1일 폐지(유형 1)
- × 금강산선 창도역 - 내금강역 (49 km) : 1944년 10월 1일 폐지(유형 2)
- × 경북선 점촌역 - 안동역 (58.3 km) : 1944년 10월 1일 폐지(유형 1) (단, 1966년 1월 27일 점촌∼예천 사이 28.9㎞가 재개통)
- × 광주선 광주역 - 담양역 (21.5 km) : 1944년 10월 31일 폐지(유형 1)

### 타이완
- ○ 핑둥선 임변 - 枋기숙사 (11.2km) : 1943년도 휴지 (유형 1)
- ▲ 신베이터우선 호쿠투 - 신북투 (1.2km) : 1945년도 휴지 (유형 2)

전후 부활하여 1988년에 타이베이 첩운 담수선·신베이 투지선의 공사에 수반해 폐선되었다.

## 같이 보기
- 폐선